# 広島県立神辺高等学校
広島県立神辺高等学校（ひろしまけんりつ かんなべ こうとうがっこう）は、広島県福山市神辺町川北に所在する公立の高等学校。

## 概要
歴史
1916年（大正5年）創立の「神辺農学校」と1944年（昭和19年）創立の「神辺女子商業学校」の2校の実業学校を前身とする。1948年（昭和23年）の学制改革により、それぞれ新制高等学校になり、翌1949年（昭和24年）に統合され、総合制の「広島県神辺高等学校」となった。1963年（昭和38年）には工業課程を新設の上、その他の課程（普通・農業・園芸・商業）の募集を停止。1965年（昭和40年）には工業課程3学年が完成し「広島県神辺工業高等学校」に改称。1998年（平成10年）には工業に関する学科の募集を停止し、総合学科を設置の上、「広島県立神辺高等学校」となった。2016年（平成28年）に創立100周年を迎える。
設置課程・学科
全日制課程 総合学科
- 人文・理数系列
- 看護・福祉系列
- 食品科学系列
- 機械テクノロジー系列
- 情報・電気系列

校訓・校是
「自己の心に問え」
校歌
作詞は葛原しげる（詩人）、作曲は水野康孝による。原調はニ長調。歌詞は3番まであり、各番に校名の「神高」が登場する。
なお旧・神辺工業高等学校時代の校歌を「第二校歌」としている。作詞は小山祐士（劇作家）、作曲は入野義郎（作曲家）による。

## 沿革
旧制・農学校
- 1916年（大正5年）12月1日 - 「広島県深安郡立農事講習所」として開校。
- 1923年（大正12年）3月15日 - 「広島県深安郡高等実業補習学校」と改称。
- 1924年（大正13年）6月1日 - 「広島県深安実業学校」と改称。
- 1928年（昭和3年）4月1日 - 県立移管により「広島県立深安実業学校」に改称。
- 1944年（昭和19年）4月1日 - 「広島県立神辺農学校」と改称。
- 1946年（昭和21年）4月1日 - 修業年限が5年となる（ただし4年修了時点で卒業することもできた）。
- 1947年（昭和22年）4月1日 - 学制改革（六・三制の実施）が行われる。
  - 旧制農学校としての生徒募集が停止される。
  - 新制中学校が併設され（以下・併設中学校）、旧制農学校1・2年修了者を新制中学校2・3年生として収容。
  - 併設中学校は経過措置としてあくまで暫定的に設置されたもので、新たに生徒募集は行われず、在校生が2・3年生のみの中学校であった。
  - 旧制農学校の3・4年修了者はそのまま4・5年生として在籍した（ただし4年修了時点で卒業することもできた）。
- 1948年（昭和23年）
  - 5月3日 - 学制改革により旧制農学校は廃止され、新制高等学校「広島県神辺高等学校」が発足。
    - 通常制（全日制）農業課程と園芸課程を設置。
    - 旧制農学校卒業者（5年修了者）を新制高校3年、旧制農学校4年修了者を新制高校2年、併設中学卒業者（3年修了者）を新制高校1年生として収容。
    - 併設中学校は継承され、1946年（昭和21年）4月に旧制農学校へ最後に入学した3年生のみとなる。

  - 9月1日 - 通常制被服課程を設置。広瀬村立広瀬中学校に昼間定時制の広瀬分校を併設。
- 1949年（昭和24年）3月31日 - 併設中学校を廃止。

旧制・商業学校
- 1944年（昭和19年）4月1日 - 「広島県神辺女子商業学校」が開校。
- 1946年（昭和21年）4月1日 - 「広島県神辺商業学校」と改称。修業年限が5年となる。
- 1947年（昭和22年）4月1日 - 学制改革（六・三制の実施）が行われる。
  - 旧制商業学校としての生徒募集が停止される。
  - 新制中学校が併設され（以下・併設中学校）、旧制商業学校1・2年修了者を新制中学校2・3年生として収容。
  - 併設中学校は経過措置としてあくまで暫定的に設置されたもので、新たに生徒募集は行われず、在校生が2・3年生のみの中学校であった。
  - 旧制商業学校の3年修了者はそのまま4年生として在籍。
- 1948年（昭和23年）5月3日 - 学制改革により旧制商業学校は廃止され、新制高等学校「広島県神辺商業高等学校」が発足。
  - 旧制商業学校4年修了者を新制高校2年、併設中学卒業者（3年修了者）を新制高校1年生として収容。
- 1949年（昭和24年）3月31日 - 併設中学校を廃止。

新制高等学校
- 1949年（昭和24年）4月30日 - 高校三原則による公立高等学校の再編成により上記2校が統合され、総合制の「広島県神辺高等学校」が発足。
  - 通常制（全日制）普通課程・家庭課程・農業課程・園芸家庭・商業課程を設置。
- 1953年（昭和28年）3月6日 - 広瀬分校が加法村加茂村学校組合立深安中学校の設置場所に移転。
- 1955年（昭和30年）
  - 1月1日 - 広瀬分校が深安分校に改称。
  - 4月9日 - 深安分校が駅家町立自彊小学校[1]に移転。
- 1958年（昭和33年）9月14日 - 深安分校が加茂町大字下加茂909番地に移転。
- 1963年（昭和38年）4月1日 - 普通課程・家庭課程・農業課程・園芸課程・商業課程の募集を停止し、工業課程4学科（機械科・電気科・食品工業科・工業家庭科）を新設。
- 1964年（昭和39年）4月1日 - 定時制（夜間）普通課程を併設。山野分校を深安分校に統合。
- 1965年（昭和40年）
  - 3月31日 - 普通課程・家庭課程・農業課程・園芸課程・商業課程を廃止。
  - 4月1日 - 「広島県神辺工業高等学校」に改称。深安分校が加茂町大字下加茂962番地へ移転の上、自彊分校に改称。旧・深安分校を自彊分校東教場と改称。
- 1968年（昭和43年）10月1日 - 「広島県立神辺工業高等学校」に改称（県の後に「立」が付される）。
- 1972年（昭和47年）4月1日 - 自彊分校が分離し、広島県立自彊高等学校として独立。
- 1991年（平成3年）4月1日 - 情報技術科を新設。工業家庭科の募集を停止。
- 1993年（平成5年）3月31日 - 工業家庭科を廃止。
- 1998年（平成10年）4月1日 - 「広島県立神辺高等学校」（現校名）に改称。工業に関する学科の募集を停止し、総合学科に改編。
- 2000年（平成12年）
  - 3月31日 - 工業に関する学科を廃止。
  - 4月1日 - 定時制課程が新設の広島県立芦品まなび学園高等学校に統合される。
- 2011年（平成23年）4月1日 - 広島県立自彊高等学校を統合。
- 2016年（平成28年）- 創立100周年を迎える。

## 最寄駅
- 福塩線（JR西日本）・井原鉄道：神辺駅東口より徒歩10分。